# Jalaid-Banner

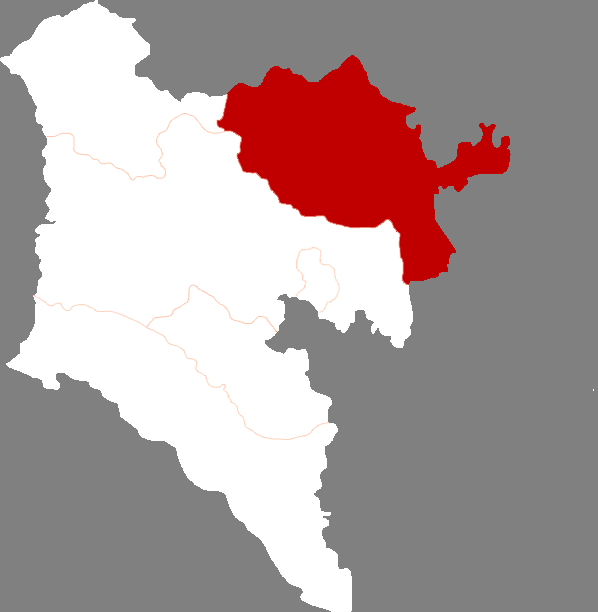
Lage des Jalaid-Banners im Hinggan-Bund

Das Jalaid-Banner (chinesisch 扎赉特旗, Pinyin Zhālàitè Qí; mongolisch ᠵᠠᠯᠠᠢᠳ ᠬᠣᠰᠢᠭᠤ Jalaid qosiɣu) ist ein Banner des Hinggan-Bundes im Nordosten des Autonomen Gebiets Innere Mongolei der Volksrepublik China. Das Banner hat eine Fläche von 11.837 km² und zählt ca. 390.000 Einwohner. Sein Hauptort ist die Großgemeinde Yinder (音德尔镇).

## Administrative Gliederung
Auf Gemeindeebene setzt sich das Jalaid-Banner aus sieben Großgemeinden, drei Gemeinden, drei Sum, drei Gefängnissen, einem Umerziehungslager, einer Staatsfarm, einer Staatsweide und einer Viehzuchtstation zusammen. Diese sind:
| Großgemeinde Yinder (音德尔镇), Hauptort, Sitz der Bannerregierung; Großgemeinde Arban Ger (阿尔本格勒镇); Großgemeinde Badarhu (巴达尔胡镇); Großgemeinde Bayan Gol (巴彦高勒镇); Großgemeinde Hurel (胡尔勒镇); Großgemeinde Temeji (图牧吉镇); Großgemeinde Xinlin (新林镇); Gemeinde Bayan Jalag (巴彦扎拉嘎乡); Gemeinde Holbo (好力保乡); Gemeinde Nunmuren (努文牧仁乡); | Sum Aldart (阿拉达尔吐苏木); Sum Bayan Ulan (巴彦乌兰苏木); Sum Bulagin Hua (宝力根花苏木); Gefängnis Bao’anzhao (保安沼监狱); Gefängnis Ulan (乌兰监狱); Gefängnis Utaq (乌塔其监狱); Umerziehungslager Temeji (图牧吉劳管所); Staatsfarm Badarhu (巴达尔胡农场); Staatsweide Bayi (八一牧场); Viehzuchtstation (种畜场). |